# Guellala
Guellala (em árabe: قلالة; em berbere: Iquallalen) é uma vila situada na costa sul da ilha de Djerba, no sudeste da Tunísia. Faz parte da delegação (espécie de distrito ou grande município) de Ajim, a qual faz parte, como toda a ilha, da província (gouvernorat) de Médenine. Em 2004 tinha 10 216 habitantes.
A localidade é célebre em toda a Tunísia pela sua olaria, que se pratica na zona desde há dezenas de séculos, explorando os ricos depósitos locais de argila. O nome berbere da vila (Iquallalen) significa "oleiros" e o nome ancestral Haribus era uma forma latinizada do topónimo cartaginês heres, que tem o sentido de "vaso de terra".[carece de fontes?]

## Geografia, demografia e história
A vila situa-se numa zona de colinas abundante argila e em gipsita. Com esta última produz-se gesso que é usado nos houch, as construções tradicionais da ilha. Há também margas das quais se extraem "rosas das areias" (em francês: roses des sables; "rosas das areias"). O Dhahret Guellala, o ponto mais elevada de Djerba (54 metros), é uma colina situada junto a Guellala.

Na área do município existem várias pequenas aldeias, com Fahmine (Ifammen) et Tlet.
| “ | O Quaternário mais antigo está representado por argilas que afloram e estão na origem das suas célebres cerâmicas. Trata-se de margas cinzentas com cristais de gipsita, pouco fossilíferas, atravessadas de bancos vermelhos ou amarelados. Trata-se duma formaçõa laguanr, de origem continental que se encontra a nu ao longo de Dharat Guellala. | ” |

Os habitantes são na sua maioria de origem berbere e seguem o rito muçulmano carijitas ibaditas, ao contrário da maioria dos tunisinos, que são maliquitas. São originários de Djerba mas foram repelidos para as áreas mais pobres da ilha pelos diferentes ocupantes. Guellala é o único centro da ilha ainda inteiramente berberofone, onde é usado um dialeto «nodoso com consoantes explosivas, onde o "t" revém quase em cada palavra»; esta tradição é veiculada sobretudo pelas mulheres. O berbere, chamado localmente jerbi, é ligeiramente diferente do usado em Sedouikech, está em vias de desaparecimento, é mal conhecido e muito pouco estudado.
Durante o período cartaginês, a cidade de Haribus, situada a oeste da atual Guellala, foi um entreposto comercial importante. A produção de cerâmica prosperou durante o período romano, nomeadamente os grandes potes para a exportação de azeite que era usado, entre outras coias, para a iluminação de Roma.

## Economia: a cerâmica de Guellala

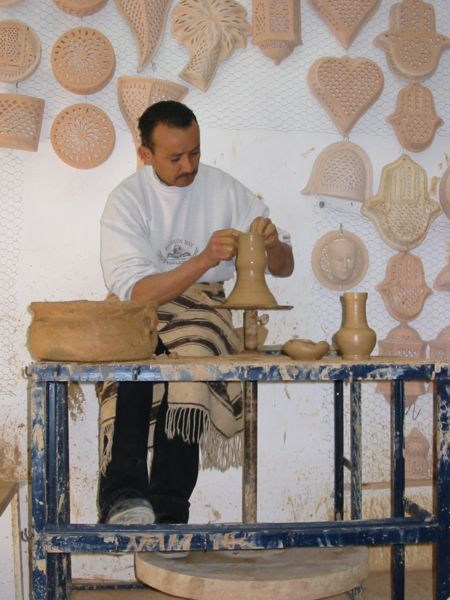
Oleiro de Guellala

Guellala é famosa em toda a Tunísia pela perícia e saber secular dos seus artesãos oleiros. Desde as entradas da aldeoa, as cerâmicas emargila atapetam as praças e passeios e decoram as ruas com as suas cores.
A necessidade de contentores para o transporte e armazenamento de produtos agrícolas, em particular azeite, está na origem desta atividade que é conhecida em Guellala pelo menos desde a época romana. Segundo o investigador Lucien Bertholon, citado por Salah-Eddine Tlatli, «a cerâmica djerbana sofreu entre o terceiro e segundo milénio antes de Jesus Cristo uma influência egeia que se traduz pela introdução da roda; depois, entre 1 500 e 1 300 a.C. sofreu uma influência cipriota-cária que esteve na origem dos fornos dos oleiros; assim, pensa-se que os ancestrais dos oleiros de Guellala tenham começado a trabalhar a argila há quatro ou cinco mil anos. Os meios empregues, os processos de fabrico e os objetos produzidos pouco evoluíram desde a pré-história.»
Por sua vez, René Stablo, fala de «cerâmicas rústicas de uso utilitário: grandes potes não vidrados por vezes com mais de um metro de altura que serviam para conservar a cevada, o trigo, potes mais pequenos para azeite, moringues para água, tigelas, pratos, marmitas [...] As feramentas: uma roda rústica acionada com os pés, um pedaço de cana com alguns centímetros para arredondar a curva dos jarros e potes, um cordel para separar os objetos acabados da matéria-prima.» A roda é constituída por dois pratos circulares em madeira de oliveira fixados num eixo vertical. Os fornos mantiveram-se tão primitivos como os instrumentos e a cozedura das peças de olaria dura em média cinco dias.
A olaria tradicional de Djerba é conhecida pelo fabrico de potes que podem chegar a ter 300 litros de capacidade, destinados à ensilagem de cereais, tâmaras e azeite e ao transporte de água pois ir buscar água era uma prática quotidiana para os djerbanos até aos anos 1960, quando foi introduzida a água corrente nas habitações. Em menor escala, a olaria pode ser usada para confecionar caixas para roupa (em vez de armários, muito raros nas casas tradicionais) ou para pescar polvos: alguns recipientes são depostos no fundo do mar para os atrair e, uma vez cheios, são puxados novamente para a superfície. Os oleiros fabricam igualmente, desde há séculos, loiça e outros utensílios de cozinha, que incluem cuscuzeiros.
Durante muito tempo as peças de olaria de Guellala  foi vidrada com uma dominante de cor verde, mas atualmente é vendida no estado natural: vermelha quando é tratada com água doce, branca quando é tratada com ar do mar. A vidragem feita no verão foi abandonada por decisão do Secretariado Nacional do Artesanato Tunisino a fim de cada uma das regiões produtoras de olaria na Tunísia (Nabeul, Djerba, etc.) adotassem um género específico. Em Guellala isso acarretou a perda de saberes e não apenas no domínio da vidragem. Enquanto na década de 1950 havia cerca de 500 oleiros, no final da década de 2000 não havia mais do que 40, apesar de alguma recuperação que se verificou graças ao turismo.
Georges Duhamel chamou aos oleiros de Guellala "os deuses da argila":
| “ | Procurei poetas. Encontrei oleiros. Não há mais nenhum ofício que faça pensar melhor em Deus, em Deus que deu forma ao homem do limo da terra [...] Em todos os caminhos de Djerba, entre os aterros arenosos, coroados de agaves púrpura, circulam camelos, carregando um fardo enorme e vão: um grande cacho de bilhas sonoras... Que se eleve a brisa e vós vereis singrar para os portos do continente mais de vinte balancelas, carregadas até debaixo do velame: é a colheita de Guellala que viaja no perigo das águas, os belos frutos de argila, as olarias não vidradas [...] | ” |

O oleiro de Guellala é ao mesmo tempo pescador — o salmonete local é célebre na ilha — e agricultor. A região é rica em oliveiras; antigos lagares de azeite subterrâneos abandonados testemunham épocas passadas em que a agricultura ocupava um lugar de destaque. A cestaria é outra atividade exercida pelos habitantes de Guellala. Contudo, a atividade económica principal é o comércio e há muitos Guallelis que emigram voluntariamente para ganhar a vida.

## Cultura

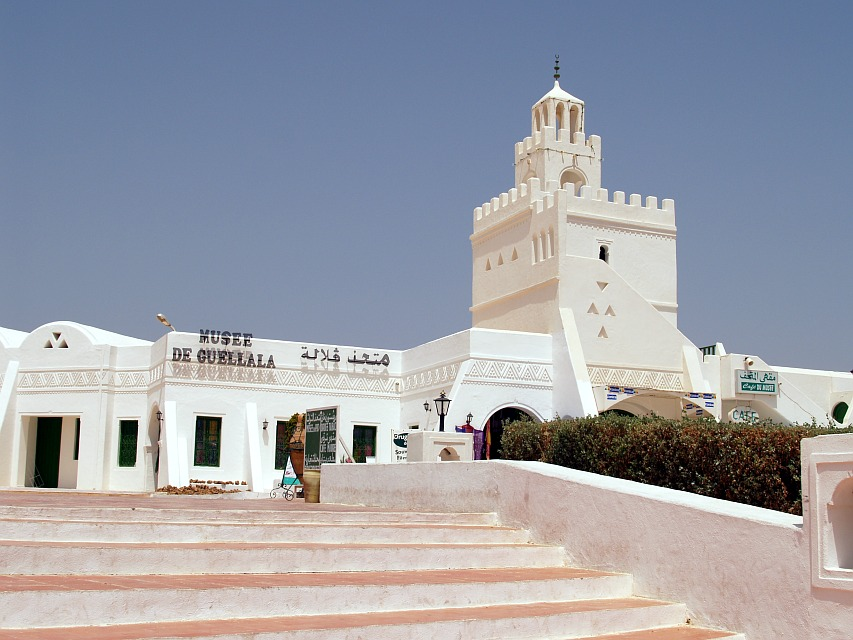
Museu de Guellala

A cerca de dois quilómetros a sudeste de Guellala, num local com vista sobre a costa, encontra-se a típica mesquita de Sidi Yati (em berbere: Amiy Yathi), de rito ibadita e construída no século X. Este monumento histórico que estava ameaçado pela erosão marítima foi restaurado no fim dos anos 1990. Jamaâ Guellala (em berbere: Tamezgida n Iqellalen) é outra mesquita típica ibadita que se situa na costa.
O grande Museu de Guellala (ou das Artes e Tradições Populares de Djerba), situa-se na colina mais alta da ilha, que domina a aldeia. Num edifício inspirado na arquitetura tradicional da ilha, semelhante a um grande menzel (a habitação típica) com um simulacro de mesquita anexa, são mostradas as tradições populares de Djerba e um pouco do resto do país.
As mulheres de Guellala reconhecessem-se pelos seus chapéus caraterísticos (chamados tadhellalt), que fazem parte da indumentária tradicional e que distingue a mulher casada da solteira, que geralmente não o usa. O chapéu é usado tanto de dia, para proteger do sol, como de noite, para proteger da humidade.
Todos os anos é organizado um festival de olaria.